# Dendoricella obesichela
Dendoricella obesichela är en svampdjursart som beskrevs av William Lundbeck 1905. Dendoricella obesichela ingår i släktet Dendoricella och familjen Dendoricellidae. Inga underarter finns listade i Catalogue of Life.